# Луїш Аугушту Мартінш Роша
Луїш Аугушту Мартінш Роша (порт. Luís Rocha, нар. 27 червня 1993, Віла-Нова-де-Фамалікан) — португальський футболіст, півзахисник клубу «Легія». Виступав, зокрема, за клуби «Віторія» (Гімарайнш), «Панетолікос» та «Легія», а також юнацьку збірну Португалії.

## Клубна кар'єра
Народився 27 червня 1993 року в місті Віла-Нова-де-Фамалікан. Вихованець юнацьких команд футбольних клубів «Фамалікан» та «Віторія» (Гімарайнш).
У дорослому футболі дебютував 2012 року виступами за команду клубу «Віторія Б» (Гімарайнш). У португальській Прімейра-Лізі дебютував 20 січня 2013 року в переможному (3:1) поєдинку проти «Ріу Аве». Того ж року допоміг у фіналі Кубку Португалії з рахунком 2:1 обіграти «Бенфіку» (Лісабон).  
У 2016 році уклав контракт з клубом грецької Суперліги «Панетолікос», у складі клубу з Агрініо зіграв 47 матчів та відзначився 2-а голами. 
Під час зимового трансферного вікна 2018/19 Роша разом зі співвітчизником Салвадором Агрою перейшов до варшавської «Легії». Станом на 14 квітня 2018 року відіграв за команду з Варшави 1 матч у національному чемпіонаті.

## Виступи за збірні
2008 року дебютував у складі юнацької збірної Португалії, взяв участь в 11 іграх на юнацькому рівні.

## Статистика виступів

### Статистика клубних виступів
| Сезон                           | Команда                         | Чемпіонат                       | Чемпіонат | Чемпіонат | Національний кубок | Національний кубок | Національний кубок | Континентальні кубки | Континентальні кубки | Континентальні кубки | Інші змагання | Інші змагання | Інші змагання | Усього | Усього |
| Сезон                           | Команда                         | Ліга                            | Ігор      | Голів     | Ліга               | Ігор               | Голів              | Ліга                 | Ігор                 | Голів                | Ліга          | Ігор          | Голів         | Ігор   | Голів  |
| ------------------------------- | ------------------------------- | ------------------------------- | --------- | --------- | ------------------ | ------------------ | ------------------ | -------------------- | -------------------- | -------------------- | ------------- | ------------- | ------------- | ------ | ------ |
| 2012–13                         | «Віторія» (Гімарайнш)           | ПЛ                              | 6         | 0         | КП+КЛ              | 1+1                | 0                  |                      | -                    | -                    |               | -             | -             | 8      | 0      |
| 2013–14                         | «Віторія» (Гімарайнш)           | ПЛ                              | 15        | 0         | КП+КЛ              | 0+2                | 0                  | ЛЄ                   | 2                    | 0                    |               | -             | -             | 19     | 0      |
| 2014–15                         | «Віторія» (Гімарайнш)           | ПЛ                              | 7         | 0         | КП+КЛ              | 0+1                | 0                  |                      | -                    | -                    |               | -             | -             | 8      | 0      |
| 2015–16                         | «Віторія» (Гімарайнш)           | ПЛ                              | 10        | 1         | КП+КЛ              | 0                  | 0                  | ЛЄ                   | 2                    | 0                    |               | -             | -             | 12     | 1      |
| Усього за «Віторію» (Гімарайнш) | Усього за «Віторію» (Гімарайнш) | Усього за «Віторію» (Гімарайнш) | 38        | 1         |                    | 5                  | 0                  |                      | 4                    | 0                    |               | -             | -             | 47     | 1      |
| 2016–17                         | «Панетолікос»                   | СЛ                              | 21        | 1         | КГ                 | 5                  | 0                  |                      | -                    | -                    |               | -             | -             | 26     | 1      |
| Усього за кар'єру               | Усього за кар'єру               | Усього за кар'єру               | 59        | 2         |                    | 10                 | 0                  |                      | 4                    | 0                    |               | -             | -             | 73     | 2      |

## Досягнення
- Володар Кубка Португалії (1):

Віторія (Гімарайнш): 2012/13
- Чемпіон Польщі (1):

«Легія»:  2019/20